# Calcul intensif
 (juillet 2018).
Si vous disposez d'ouvrages ou d'articles de référence ou si vous connaissez des sites web de qualité traitant du thème abordé ici, merci de compléter l'article en donnant les références utiles à sa vérifiabilité et en les liant à la section « Notes et références ».

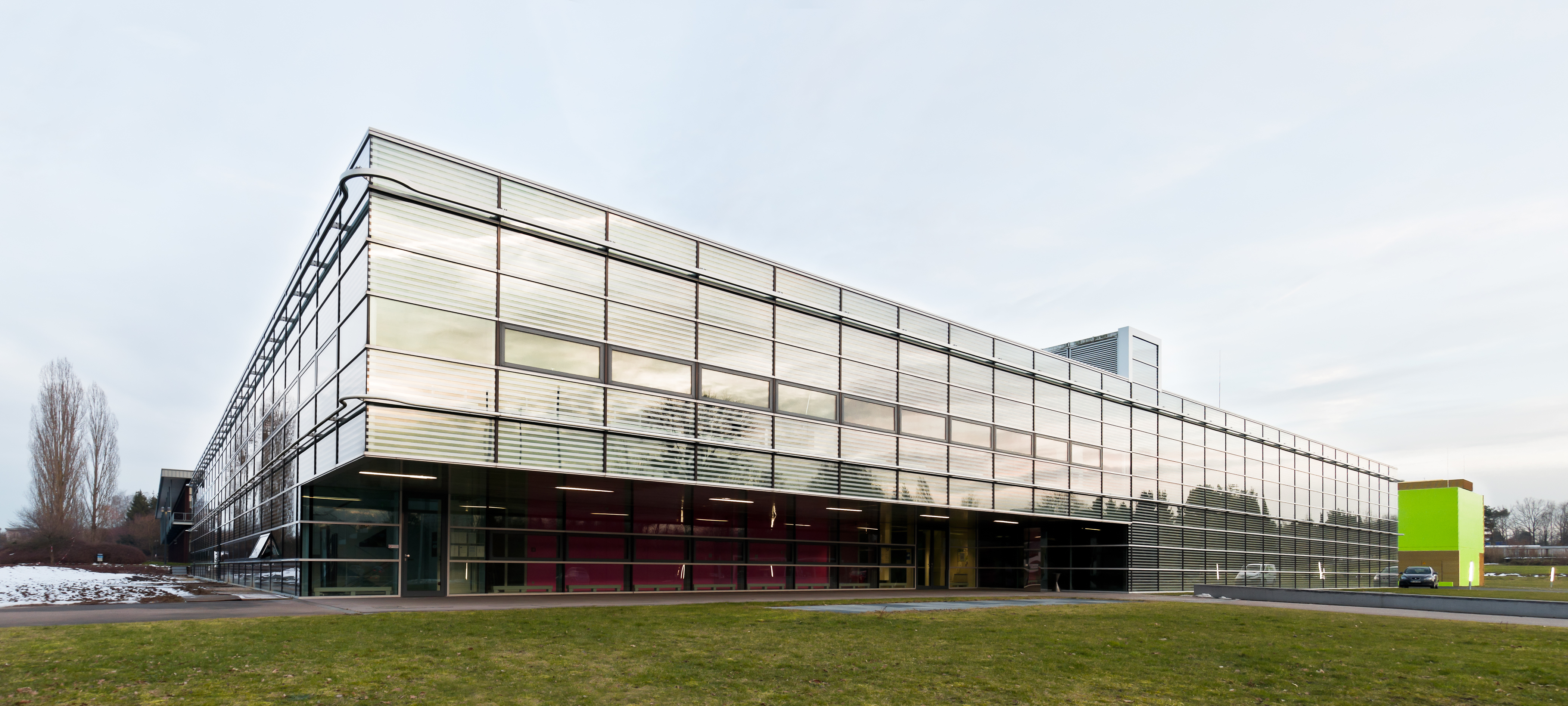
Centre de calcul intensif à Stuttgart.

Le terme Calcul intensif (ou Calcul Haute Performance) — en anglais : High-performance computing (HPC) — désigne les activités de calculs réalisés sur un supercalculateur, en particulier à des fins de simulation numérique et de préapprentissage d'intelligence artificielle.

## Résumé
Le calcul intensif rassemble l'administration système (réseau et sécurité) et la programmation parallèle en un champ multidisciplinaire qui combine l'électronique numérique, le développement d'architectures informatiques, la programmation système, les langages informatiques, l'algorithmique et les techniques de calcul. Les technologies HPC sont les outils et les systèmes utilisés dans l'implémentation ainsi que la création des systèmes de calculs hautement performants. Les systèmes HPC sont le plus souvent des supercalculateurs qui sont de plus en plus souvent rassemblés en réseaux. Ces systèmes interconnectés sont des grappes (cluster en anglais) ou grilles.
Ce terme désigne le plus souvent le calcul dans le cadre de la recherche scientifique et plus particulièrement informatique. Pour les applications d'ingénierie du calcul fondé sur les réseaux (comme les calculs de dynamique des fluides ou la construction et le test de prototypes virtuels), on emploie parfois la dénomination de calcul technique haute-performance (HPTC). Le calcul haute-performance s'étend aussi à des applications entrepreneuriales (business) comme l'entrepôt de données, les applications métiers et la gestion de transaction.
Comme la plupart des logiciels actuels ne sont pas conçus pour les technologies HPC et sont restreintes pour les performances d'ordinateurs individuels, ils ne sont pas testés pour être exécutés correctement sur des processeurs ou des machines plus puissants. Étant donné que les grappes et les grilles de réseaux utilisent plusieurs processeurs et ordinateurs, ces problèmes de mise à l'échelle peuvent paralyser des systèmes critiques dans les futurs systèmes de supercalcul. Par conséquent, soit les outils existants ne répondent pas aux besoins de la communauté du calcul à haute performance, soit la communauté du calcul à haute performance n'a pas connaissance de ces outils. Voici quelques exemples de technologies commerciales de calcul intensif :
- la simulation d'accidents de voitures pour la conception structurelle
- l'interaction moléculaire pour la conception de nouveaux médicaments
- la résistance aux courants d'air des automobiles et avions

## TOP500
Une liste des ordinateurs haute performance les plus puissants figure dans la liste TOP500. La liste TOP500 classe les 500 ordinateurs haute performance les plus rapides au monde, selon le test de référence HPL (High Performance LINPACK). Tous les ordinateurs ne figurent pas sur la liste, soit parce qu'ils ne sont pas éligibles (par exemple, parce qu'ils ne peuvent pas exécuter le test HPL), soit parce que leurs propriétaires n'ont pas soumis de score HPL (par exemple, parce qu'ils ne souhaitent pas que la taille de leur système soit rendue publique pour des raisons de défense). En outre, l'utilisation du seul test LINPACK est controversée, car aucune mesure ne peut tester tous les aspects d'un ordinateur à haute performance. Pour surmonter les limites du test LINPACK, le gouvernement américain a demandé à l'un de ses créateurs, Jack Dongarra de l'université du Tennessee, de créer une suite de tests de référence incluant LINPACK et d'autres tests, appelée HPC Challenge benchmark suite (suite de tests de référence HPC Challenge). Cette suite évolutive a été utilisée dans certains marchés publics de calcul intensif, mais comme elle n'est pas réductible à un seul chiffre, elle n'a pas pu surmonter l'avantage publicitaire du test LINPACK du TOP500, qui est moins utile. La liste TOP500 est mise à jour deux fois par an, en juin lors de la conférence européenne sur le calcul intensif de l'ISC et en novembre lors de la conférence ACM/IEEE Supercomputing Conference.
De nombreuses idées de la nouvelle vague de grilles de calcul ont été empruntées à l'origine au calcul intensif.